# Vitamine (manga)
Vitamine (ビタミン, Bitamin) est un manga, première œuvre de Keiko Suenobu. Il est paru en France aux éditions Panini.

## Synopsis
Sawako, jeune collégienne, semble avoir une vie normale et sans soucis. Pourtant ce n'est qu'une illusion car ses amies sont mesquines et son petit ami abuse d'elle physiquement. Tout cela basculera le jour où elle sera vue dans une position douteuse avec ce dernier. Devenue le souffre-douleur de sa classe de collège et peu supportée par ses parents, elle tentera de retrouver une passion qu'elle croyait perdue.

## Édition
- Française : Marvel Panini France (octobre 2005)
- 208 pages
- Format : 12 cm x 18 cm
- Collection : Génération comics
- (ISBN 2845385722)